# Hypolycaena silo
Hypolycaena silo är en fjärilsart som beskrevs av Hans Fruhstorfer 1912. Hypolycaena silo ingår i släktet Hypolycaena och familjen juvelvingar. Inga underarter finns listade i Catalogue of Life.